# Euryte longicauda
Euryte longicauda är en kräftdjursart som beskrevs av Philippi 1843. Euryte longicauda ingår i släktet Euryte och familjen Cyclopidae. Arten är reproducerande i Sverige. Inga underarter finns listade i Catalogue of Life.